# Gynostemma papuanum
Gynostemma papuanum är en gurkväxtart som beskrevs av De Wilde och Duyfjes. Gynostemma papuanum ingår i släktet Gynostemma och familjen gurkväxter. Inga underarter finns listade i Catalogue of Life.